# Glyphotes simus
Glyphotes simus är en art i familjen ekorrar (Sciuridae) som förekommer på Borneo.

## Utbredning
Arten lever i bergen i de malaysiska delstaterna Sabah och Sarawak på Borneo.

## Beskrivning
Med en kroppslängd på mellan 9 och 14 centimeter och en svanslängd mellan 9 och 11 centimeter är den jämförelsevis liten. Vikten är omkring 50 g. Glyphotes simus har en gråbrunaktigt spräcklig päls på ovansidan och en rödaktig undersida. Framtänderna är unika för arten, speciellt de nedre, som har en svagt konkav framsida.

## Ekologi
Arten är dagaktiv och förekommer i bergsskogar på höjder mellan 1 000 och 1 700 meter.

## Taxonomi
Vissa zoologer betraktar arten som en medlem av släktet praktekorrar under namnet Callosciurus simus men på grund av framtänderna räknas den vanligen till ett eget släkte. I andra texter listas ytterligare en art till släktet, Glyphotes canalvus. Enligt Wilson & Reeder är det samma art som numera går under namnet Callosciurus orestes.